# 守山宿

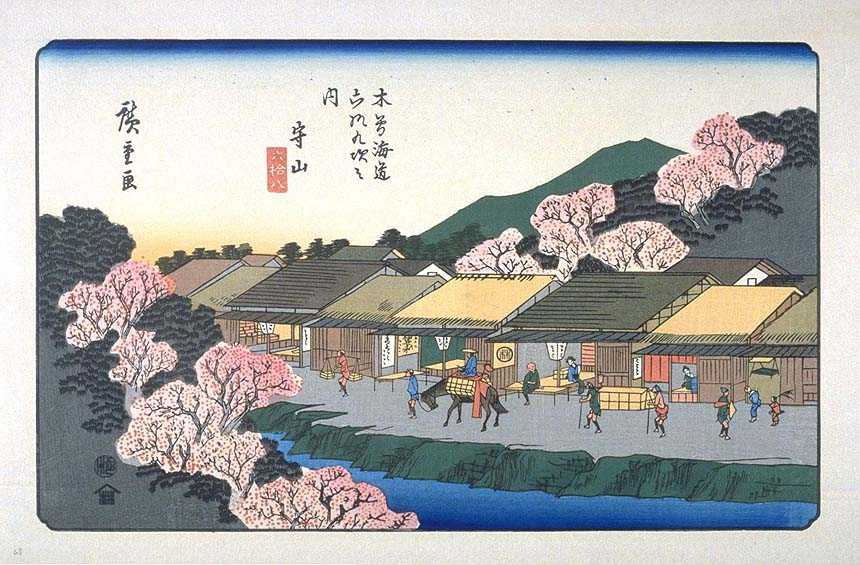
木曽海道六十九次 守山（歌川広重画）

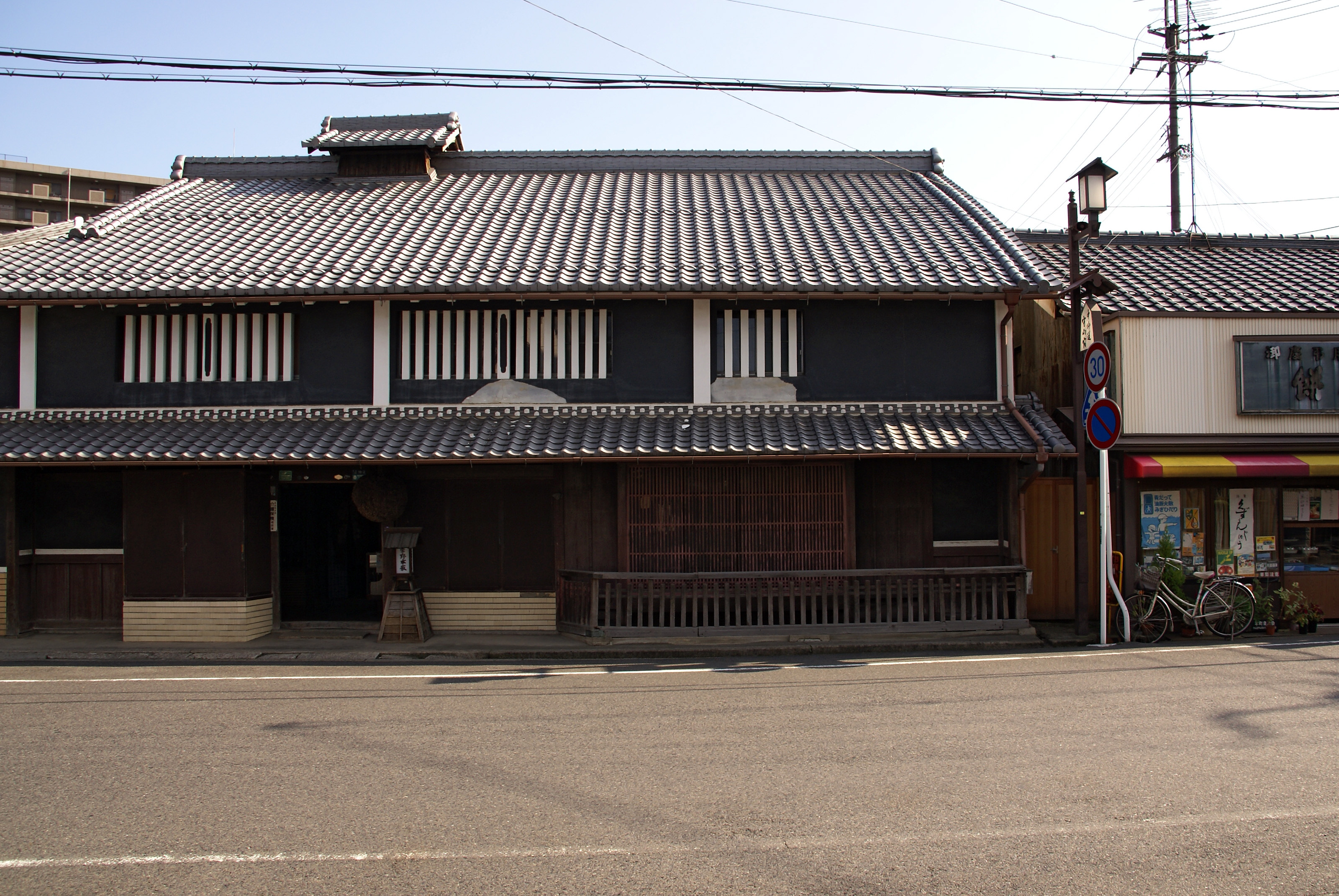
中山道沿いの風景

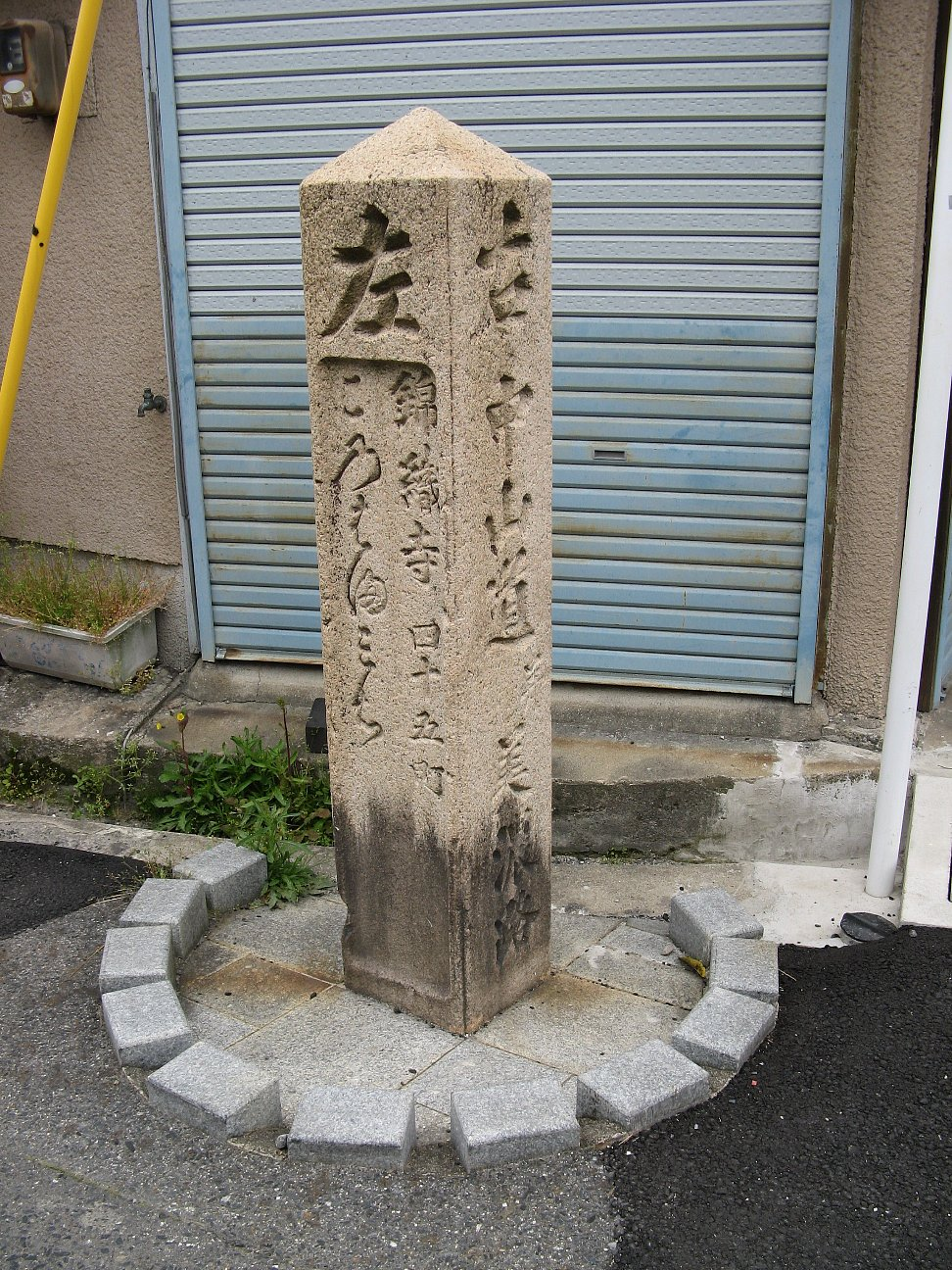
道標

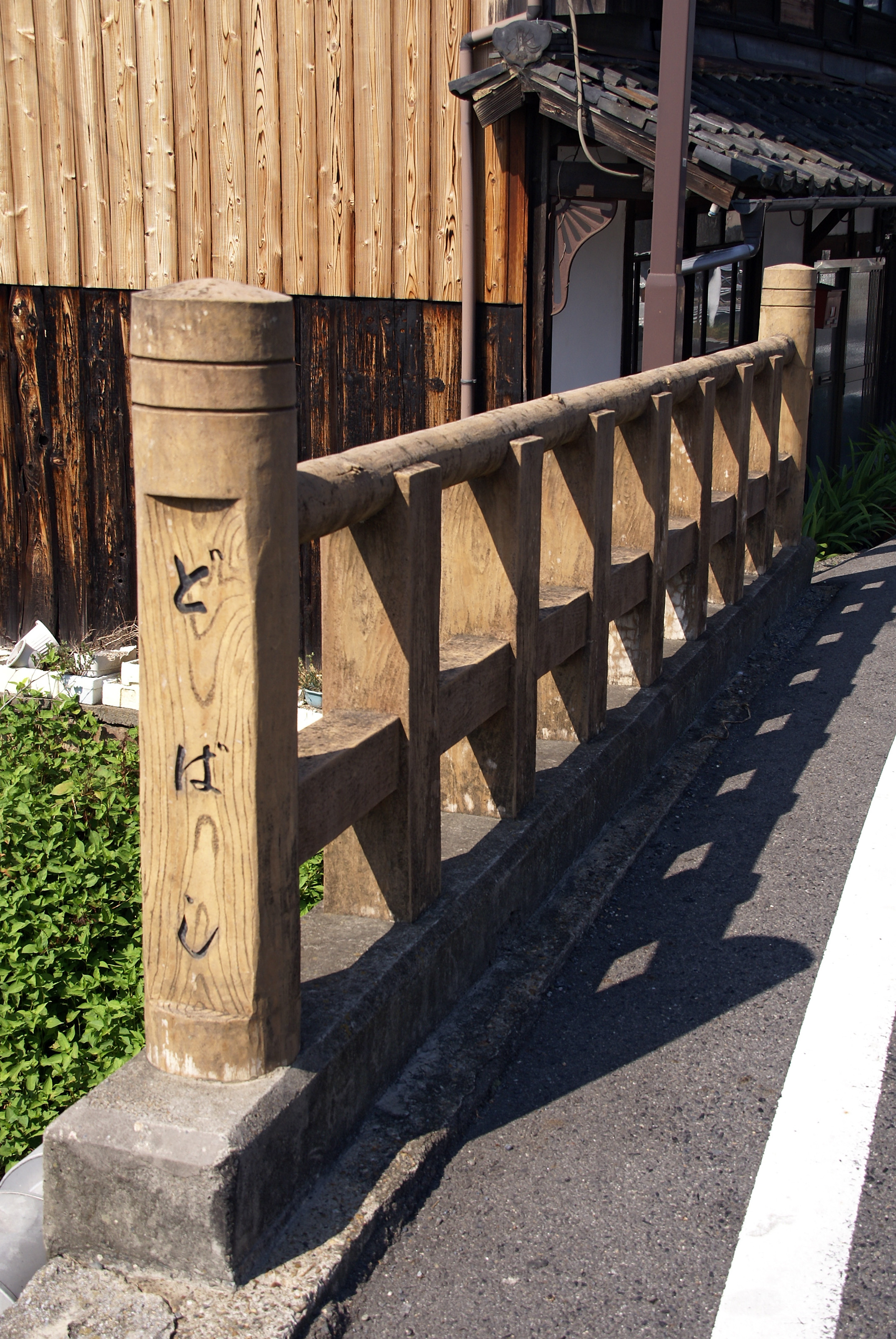
土橋

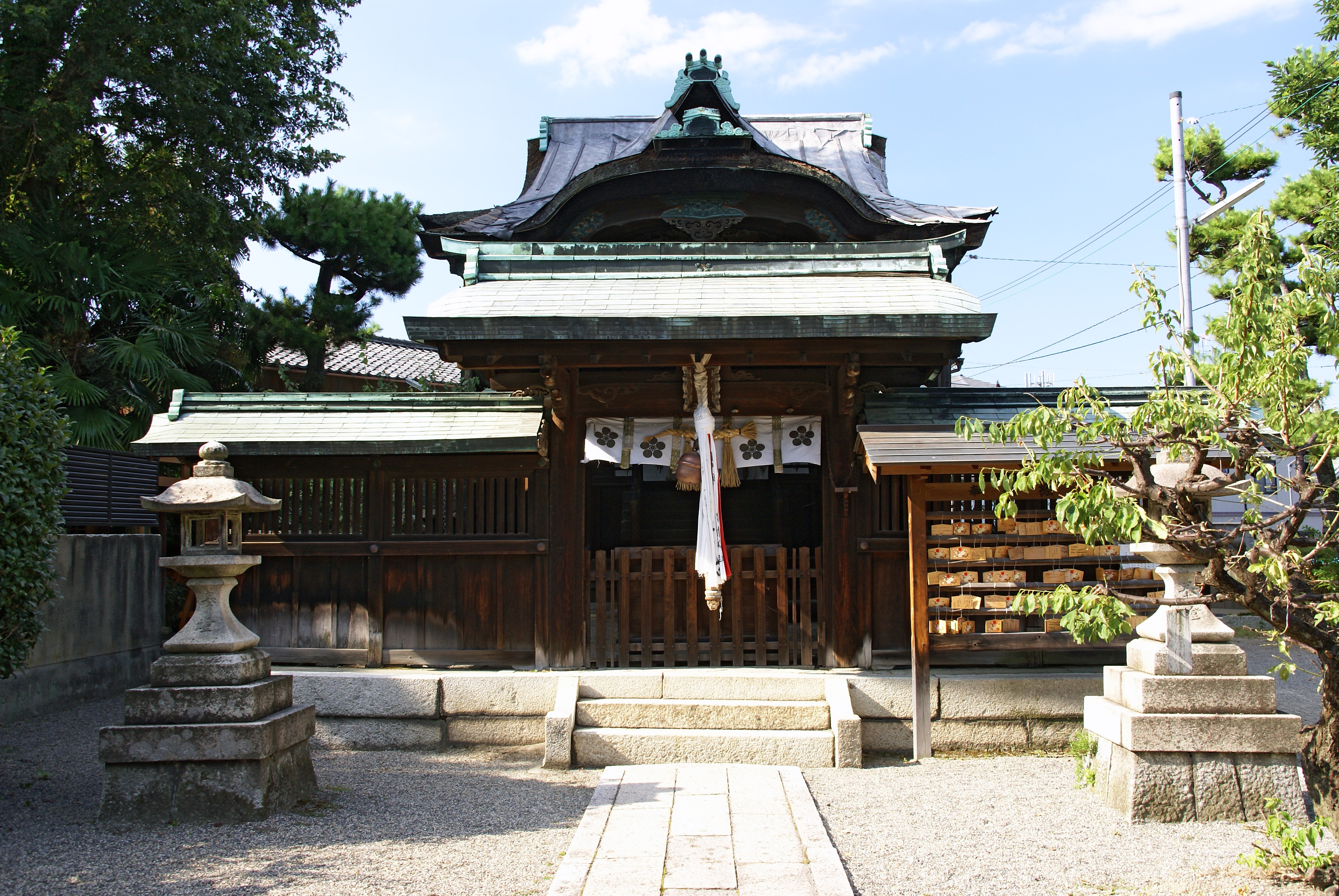
天満宮

守山宿（もりやましゅく、もりやまじゅく）は、近江国野洲郡にあった中山道67番目の宿場（→中山道六十九次）で、現在の滋賀県守山市旧市街に当たる。

## 概要
江戸時代初期の寛永19年（1642年）に「守山宿」として制札が与えられた。「守山」の地名は、比叡山延暦寺の東の関門として、東門院が創建されたことに由来する。すなわち、比叡山を守るという意味である。
京からの東下りにおいては最初の宿泊地で、「京立ち守山泊まり」と言われ繁栄した。後に、東の吉身、西の今宿が加宿となり、さらに発展した。
天保14年（1843年）の『中山道宿村大概帳』によれば、守山宿の宿内家数は415軒、うち本陣2軒、脇本陣1軒、旅籠30軒で宿内人口は1,700人であった。

## 最寄り駅
- JR東海道本線（琵琶湖線） 守山駅

## 史跡・みどころ
- 石造道標 - 石造道標は2箇所にある。
  - 石造道標の一つは守山宿北端の善光寺道との交点にある[1]。「高野郷新善光寺道」及び「すぐいしべみち」と刻まれている[1]。
  - 石造道標のもう一つは中山道と木浜道との交点にある[1]。「右 中山道 并 美濃路　左 錦織寺 四十五丁 こ乃者満ミち」と刻まれている[1]。守山市指定文化財[1]。
- うの家 - 元内閣総理大臣の宇野宗佑の生家[1]。宇野本家。2009年（平成21年）頃まで造り酒屋として使用され、2012年（平成24年）1月29日に「うの家」の名で旧守山宿の拠点施設としてオープンした[1]。
- 土橋 - 境川（通称吉川）に架かる橋で公儀御普請橋だった[1]。歌川広重が当所から宿場風景を描いたとされる。
- 甲屋跡 - 謡曲「望月」の舞台
- 天満宮
- 東門院 - 正式名称は比叡山東門院守山寺で近江西国三十三ヶ所霊場[1]。
- 源内塚 - 平治の乱で敗走した源頼朝を襲撃して返り討ちにされた源内兵衛真弘を弔うため村人らが造った塚[1]。
- 本像寺 - 日蓮の孫弟子の日像により東門院の傍に開かれた寺で、応仁の乱による焼失後、文明年間に今宿地区に移転した[1]。木内石亭の墓がある[1]。
- 勝部神社 - 「勝部の火祭り」で知られる旧物部郷の総社。本殿は国の重要文化財。
- 最明寺 - 建長2年（1250年）に最明寺入道時頼（北条時頼）が上洛時に建立した寺[1]。北条時頼が寄進したと伝わる石造五重塔は国の重要文化財[1]。
- 馬路石邊神社 - 式内社
- 安楽寺 - 黄壁宗、本尊の秘仏木造千手観音菩薩立像は国の重要文化財

### 草津宿までの史跡・みどころ
- 今宿一里塚 - 日本橋から128番目の一里塚で、滋賀県では現存する唯一の一里塚[1]。滋賀県指定史跡[1]。
- 伊砂砂神社（本殿は国の重要文化財）

## 交通アクセス
- JR東海道本線（琵琶湖線）守山駅から徒歩5分

## 隣の宿
中山道
武佐宿 - 守山宿 - 草津宿